# Agylla culminicola
Agylla culminicola là một loài bướm đêm thuộc phân họ Arctiinae, họ Erebidae.